# Рамбує (округ)
Округ Рамбує (фр. Arrondissement de Rambouillet) — округ у Франції, в департаменті Івлін. 2023 року округ об'єднував 83 муніципалітети, населення становило 229 263 особи.
Адміністративний центр (супрефектура) — Рамбує.

## Муніципалітети
Список муніципалітетів округу та їхні коди INSEE:
1. Аблі (78003)
2. Алленвіль (78009)
3. Базош-сюр-Гвіонн (78050)
4. Бейн (78062)
5. Беуст (78053)
6. Боннель (78087)
7. Буассі-санс-Авуар (78084)
8. Буенвіль-ле-Гаяр (78071)
9. Бюльйон (78120)
10. В'єй-Егліз-ан-Івлін (78655)
11. Вік (78653)
12. Вільє-ле-Має (78681)
13. Вільє-Сен-Фредерик (78683)
14. Вуазен-ле-Бретонне (78688)
15. Газеран (78269)
16. Галлюї (78262)
17. Гамбе (78263)
18. Гамбезей (78264)
19. Гарансьєр (78265)
20. Грорувр (78289)
21. Гупійєр (78278)
22. Дамп'єрр-ан-Івлін (78193)
23. Еланкур (78208)
24. Емансе (78209)
25. Ермере (78307)
26. Жуар-Поншартрен (78321)
27. Клерфонтен-ан-Івлін (78164)
28. Куаньєр (78168)
29. Ла-Буассєр-Еколь (78077)
30. Ла-Верр'єр (78644)
31. Ла-Ке-лез-Івлін (78513)
32. Ла-Сель-ле-Борд (78125)
33. Ле-Брев'єр (78108)
34. Ле-Меній-Сен-Дені (78397)
35. Ле-Менюль (78398)
36. Ле-Перре-ан-Івлін (78486)
37. Ле-Трамбле-сюр-Мольдр (78623)
38. Леві-Сен-Ном (78334)
39. Лез-Ессар-ле-Руа (78220)
40. Лонвільє (78349)
41. Маньї-ле-Амо (78356)
42. Марей-ле-Гвіон (78366)
43. Марк (78364)
44. Мере (78389)
45. Мілон-ла-Шапель (78406)
46. Мільмон (78404)
47. Міттенвіль (78407)
48. Монфор-л'Аморі (78420)
49. Морепа (78383)
50. Нофль-ле-Шато (78442)
51. Нофль-ле-В'є (78443)
52. Орсемон (78464)
53. Орсонвіль (78472)
54. Орфен (78470)
55. Отей (78034)
56. Отує (78036)
57. Оффаржис (78030)
58. Паре-Дуавіль (78478)
59. Понтеврар (78499)
60. Прюне-ан-Івлін (78506)
61. Пуаньї-ла-Форе (78497)
62. Рамбує (78517)
63. Резе (78516)
64. Рошфор-ан-Івлін (78522)
65. Санлісс (78590)
66. Сен-Жермен-де-ла-Гранж (78550)
67. Сен-Ламбер (78561)
68. Сен-Леже-ан-Івлін (78562)
69. Сен-Мартен-де-Бретанкур (78564)
70. Сен-Ремі-ле-Шеврез (78575)
71. Сен-Ремі-л'Оноре (78576)
72. Сен-Форже (78548)
73. Сен-Ярйон (78557)
74. Сент-Арну-ан-Івлін (78537)
75. Сент-Мем (78569)
76. Серне-ла-Віль (78128)
77. Со-Марше (78588)
78. Соншам (78601)
79. Тіверваль-Гриньон (78615)
80. Туарі (78616)
81. Флексанвіль (78236)
82. Шеврез (78160)
83. Шуазель (78162)